# گروه ۵۵ توپخانه اصفهان

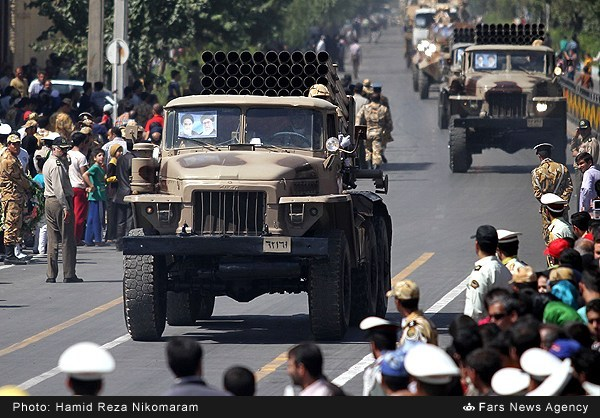
رژه گروه ۵۵ توپخانه به‌مناسبت سالگرد جنگ ایران و عراق در سال ۱۳۹۳، اصفهان

گروه ۵۵ توپخانه اصفهان یگان توپخانه نیروی زمینی ارتش ایران است، که ستاد فرماندهی و پادگان آن در شهر اصفهان قرار دارد.
گروه ۵۵ توپخانه توسط نیروی زمینی شاهنشاهی ایران تأسیس شد و در خلال جنگ ایران و عراق از یگان‌های نیروی زمینی ارتش بود. هم‌اکنون سرهنگ‌ حسن خدادادی  آت سوم گد ۳۷۶ فرماندهی گروه ۵۵ توپخانه اصفهان را برعهده دارد.